# Jana Nováková
Jana Nováková (25. září 1948 Praha – 3. prosince 1968 Mnichov) byla česká filmová herečka a modelka. Její nástup do filmové branže a hlavně okolnosti její předčasné, násilné smrti, nebyly dodnes zcela objasněny.

## Život a dílo
Narodila se v Praze v roce 1948. Velké pohybové nadání rozvíjela od časného mládí v baletu i v gymnastice a později také ve sportu (tenis, golf, vodní lyžování, jízda na koni aj.). Původně chtěla být lékařkou a dva roky studovala na zdravotnické škole v Praze. Pak ale přešla na dvanáctiletku, kterou jako velmi dobrá studentka s úspěchem dokončila. Její zálibou byla literatura a poezie. Současně se v té době začala zajímat o svět módy a filmu. Jejími velkými hereckými idoly byli herci Gregory Peck, Marcello Mastroianni a herečky Audrey Hepburnová a Kim Novak. Absolvovala kurz pro manekýnky a pak už přišly první krůčky v krátkých televizních filmech a dokumentech z módního prostředí.
Jako první filmová role je zmiňována ve všech pramenech epizodní rolička ve filmu Lásky jedné plavovlásky (1965) režiséra Miloše Formana. Tam se v několika záběrech, jako kamarádka hlavní hrdinky, objevuje blondýnka Jana Nováková. Podle vzpomínek Miloše Formana v televizním pořadu Zlatá šedesátá (3. 1. 2009), šlo ale spíše o komparzistku stejného jména, která měla jiný osud.
Následující rok 1966 byl pro začínající herečku Janu Novákovou velmi úspěšný a objevila se hned v několika filmech. Režisér Jan Němec ji obsadil v epizodní roli ve svém filmu O slavnosti a hostech. Dále to byly filmy Martin a devět bláznů a sci-fi Konec srpna v hotelu Ozon. První velkou filmovou rolí byla Mabel, asistentka sira Hanibala Morrise (Oldřich Nový) ve filmu Fantom Morrisvillu režiséra Bořivoje Zemana. Tuto roli získala tím, že zvítězila v konkurzu v silné konkurenci již známých hereček, jakými byly Olga Schoberová, Jitka Zelenohorská, Jana Drbohlavová a Zuzana Buriánová. Přípravu na roli pojala velmi vážně, studovala anglickou literaturu, zvyky a chování lidí v té době. Její výkon po boku hvězd českého filmového nebe, mezi které patřily vedle Oldřicha Nového i Květa Fialová, Vlasta Fabiánová a další, byl hodnocen jako bezchybný. Herečka Vlasta Fabiánová jí doporučila, aby se přihlásila na DAMU. Ve stejném roce si zahrála ještě v muzikálu Dáma na kolejích a v roce 1967 ve filmu Ta naše písnička česká.
První termín přihlášení na DAMU zmeškala, napodruhé byla úspěšná, ale DAMU nedokončila.
Velkou a zároveň poslední rolí v českém filmu byla postava příslušnice leteckých sil WAAF, anglické dívky Patricie Watkinsonové, ve filmu Nebeští jezdci režiséra Jindřicha Poláka, natočeném v roce 1968. Jejími partnery byli herci Jiří Bednář a Jiří Hrzán.
Touha po rozvíjení filmové kariéry na západ od naší vlasti byla pravděpodobně jedním z důvodů, proč se v roce 1967 provdala za bohatého, o mnoho let staršího německého obchodníka Eugena Grubera a odjela s ním do Mnichova. V Německu natočila jeden film, komedii Bengelchen liebt kreutz und quer (1968), pak následovaly ještě role v německém televizním "krimi" filmu a seriálu. Její spolupráce s německými filmaři se vyvíjela slibně, ale v prosinci roku 1968, ve věku 20 let, zemřela v Mnichově násilnou smrtí rukou svého manžela, který ihned po tom spáchal sebevraždu. Pravděpodobným motivem činu byla žárlivost o mnoho let staršího muže na mladou herečku, ale v úvahu přicházely i jiné pohnutky (špionáž, obchod se zbraněmi). Zpráva o její smrti téměř zanikla v záplavě událostí roku 1968 v tehdejším Československu a její okolnosti zůstávají stále nevysvětleny.

### Filmografie
- 1966 O slavnosti a hostech (svatebčanka), režie: Jan Němec
- 1966 Ski Fever, režie: Curt Siodmak
- 1966 Martin a devět bláznů (chuligánka), režie: Milan Vošmik
- 1966 Fantom Morrisvillu (Mabel), režie: Bořivoj Zeman
- 1966 Dáma na kolejích, režie: Ladislav Rychman
- 1967 Ta naše písnička česká, režie: Zdeněk Podskalský
- 1968 Nebeští jezdci (Patricia), režie: Jindřich Polák
- 1968 Bengelchen liebt kreuz und quer, režie: Marran Gosov

### Televizní film a seriál
- 1968 Einer fehlt beim Kurkonzert, režie: Jürgen Roland (TV film)
- 1968 Dem Täter auf der Spur (TV seriál)